# Man Group
Man Group (LSE : EMG) est une entreprise britannique d'investissements alternatifs diversifiés faisant partie de l'indice FTSE 250. Possédant des bureaux dans une douzaine de pays sur trois continents, elle gérait en janvier 2011 pour 68 milliards de dollars d'actifs.

## Activité
Gestion alternative d'actifs (actions, bonds, devises, immobilier...) 

## Principaux actionnaires
Au 31 mars 2020.
| Silchester International Investors    | 8,68% |
| M&G Investment Management             | 3,76% |
| Aberdeen Asset Investments            | 3,26% |
| The Vanguard Group                    | 3,15% |
| Dimensional Fund Advisors             | 2,81% |
| Norges Bank Investment Management     | 2,75% |
| UBS Asset Management                  | 2,27% |
| Legal & General Investment Management | 2,05% |
| JPMorgan Asset Management             | 1,95% |
| BlackRock Investment Management       | 1,81% |